# Banat (Alàs i Cerc)
Banat és un indret i una masia del municipi d'Alàs i Cerc, a la comarca de l'Alt Urgell. A Banat s'hi pot trobàr l'església de Sant Romà de Banat. En aquest indret hi havia hagut un antic castell propietat dels Pinós que era inclòs al terme més ampli del castell de Sant Jaume de Cadí. Apareix documentat també com Banat Sobirà (Banatte Subteriore) el 860.
Galceran de Pinós va traslladar l'antic castell al puig de Calbell, on es fundà una vila nova anomenada Calbell de Banat i documentada el 1290 en l'actual forma, Vilanova de Banat. Tant Vilanova com Banat van pertànyer al municipi de Cerc, que el 1970 amb l'annexió a Alàs van crear l'actual municipi.

## Sant Romà de Banat

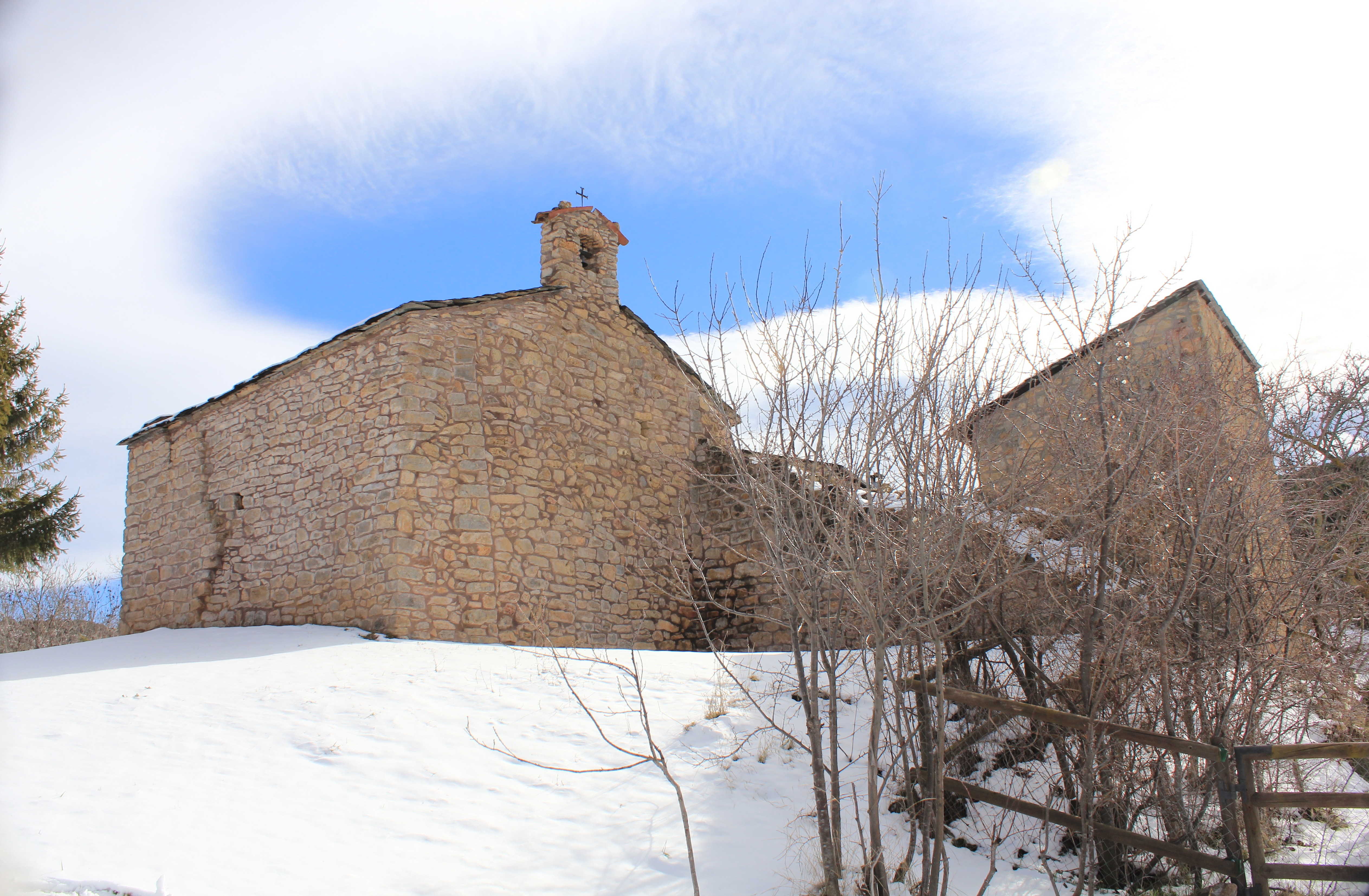
Església de Sant Romà

Edifici religiós d'una nau amb absis rodó. Nau coberta amb fusta, cos preabsidial amb volta de canó. La nau ha quedat reduïda a la meitat, però encara es conserva la part de la paret del costat de l'epístola i l'angle que formava amb el frontis. Porta adovellada a la façana sud, finestra de doble esqueixada, adovellada en pedra tosca al mur sud.